# Batist

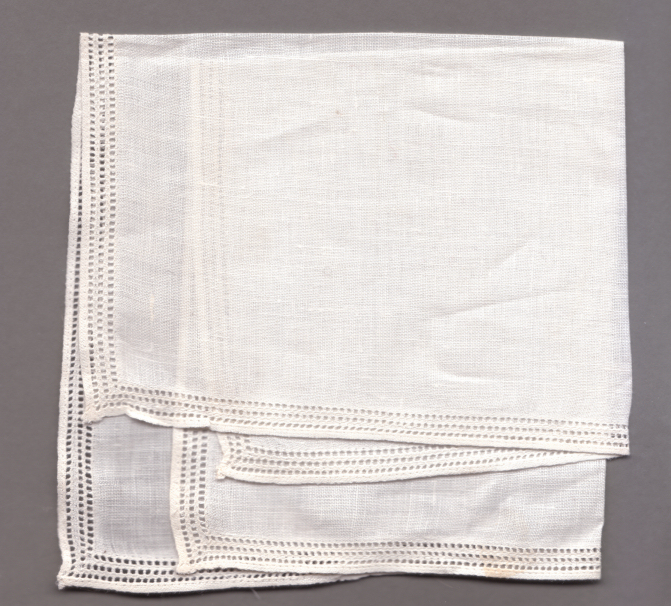
O bucată de batist

Batistul este o țesătură translucidă din fire foarte subțiri de bumbac sau de in. Se folosește la confecționarea articolelor de lenjerie intimă, rochiilor de vară, bluzelor, iar la fabricarea hârtiei de calc servește ca materie primă.